# Шарль Ежен Делоне
Шарль Еже́н Делоне́ (фр. Charles Eugène Delaunay; 9 квітня 1816 — 5 серпня 1872) — французький астроном і математик, член Паризької АН (1855).
Народився в Люзіньї-сюр-Барс. У 1836 році закінчив Політехнічну школу в Парижі (1834). Потім викладав механіку, математику та астрономію в різних інженерних школах і Паризькому університеті, в 1870—1872 рр. — директор Паризької обсерваторії.
Наукові роботи відносяться до небесної механіки. У 1846—1855 рр. розробив метод розв'язку задачі про збуджений рух (метод Делоне) і успішно застосував його (1860, 1867) до розрахунку руху Місяця. Вивчаючи незбіг розрахованого і спостережуваного значень вікового прискорення Місяця, припустив у 1865 році, що воно викликане уповільненням обертання Землі, обумовленим припливним тертям; це припущення виявилося вірним. Низка досліджень присвячені збудженням у русі Урана (1842), теорії припливів (1844).
Член Лондонського королівського товариства (1869), іноземний член-кореспондент Петербурзької АН (1871). Член Бюро довгот у Парижі (1862).
На честь науковця названо астероїд 8688 Делоне.